# خاز (نت‌نویسی)

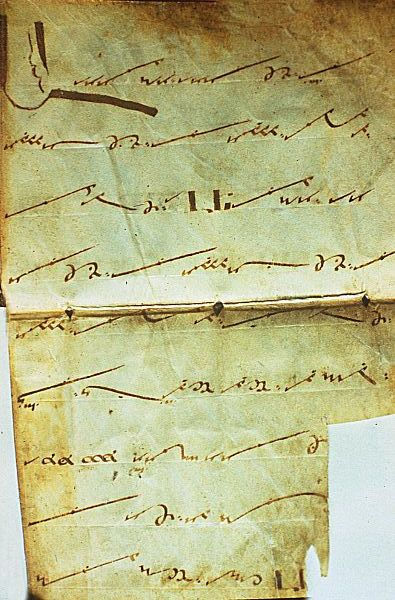
دست‌نوشته‌ای از نت‌های موسیقی ارمنی با استفاده از نئوم خاز، سده ۱۲ام میلادی (ماتنداران)

خاز (ارمنی: խազ) نوعی نئوم (نت‌نویسی مربعی) ارمنی است. نئوم مجموعه‌ای از نشانه‌های خاص است که یک روش ابتدایی و سنتی نت‌نویسی موسیقی محسوب می‌گردید و از سده هشتم میلادی برای آوانویسی موسیقی مذهبی ارمنی استفاده می‌شده‌است.

## نمونه

نمونه‌هایی از نشانه‌های «خاز»